# Rohdichteklasse
Mauersteine werden entsprechend der jeweiligen Norm (DIN 105, DIN 106, DIN 4165, DIN 18151, DIN 18152) in Rohdichteklassen (RDK) unterteilt.
Die Angabe der Rohdichteklassen erfolgt ohne Einheit. Die RDK ist eine nach unten und oben beschränkte Klasse.
| Rohdichte- klasse (RDK) | Mittelwert der Stein-Rohdichte [kg/dm³] |  |
| 1,0                     | von 0,91 bis 1,00                       |  |
| 1,2                     | von 1,01 bis 1,20                       |  |
| 1,4                     | von 1,21 bis 1,40                       |  |
| 1,6                     | von 1,41 bis 1,60                       |  |
| 1,8                     | von 1,61 bis 1,80                       |  |
| 2,0                     | von 1,81 bis 2,00                       |  |
| 2,2                     | von 2,01 bis 2,20                       |  |
| 2,4                     | von 2,21 bis 2,40                       |  |

## Eigenlast
Die Rohdichteklasse bestimmt die Eigenlast des Baustoffs. Die für die Ermittlung der Eigenlast anzusetzende Wichte ergibt sich nach DIN 1055-1 aus:

- Rohdichteklasse

- Mauermörtel

- Wanddicke und Wandhöhe

Bei der Ermittlung des Eigengewichtes wird mit einem Sicherheitszuschlag gerechnet. Ab der Rohdichteklasse 1,6 ergibt sich die Dichte [in kN/m³] zu RDK x 10.

## Schallschutz
Die Rohdichteklasse ist wichtig für die Ermittlung der flächenbezogenen Masse (Wandgewicht) nach DIN 4109, Beiblatt 1. Dabei ergibt sich die Wandrohdichte in Abhängigkeit von RDK, Mauermörtel, Wanddicke und eventueller Putzschichten.